# Zessnerové ze Spitzenberga

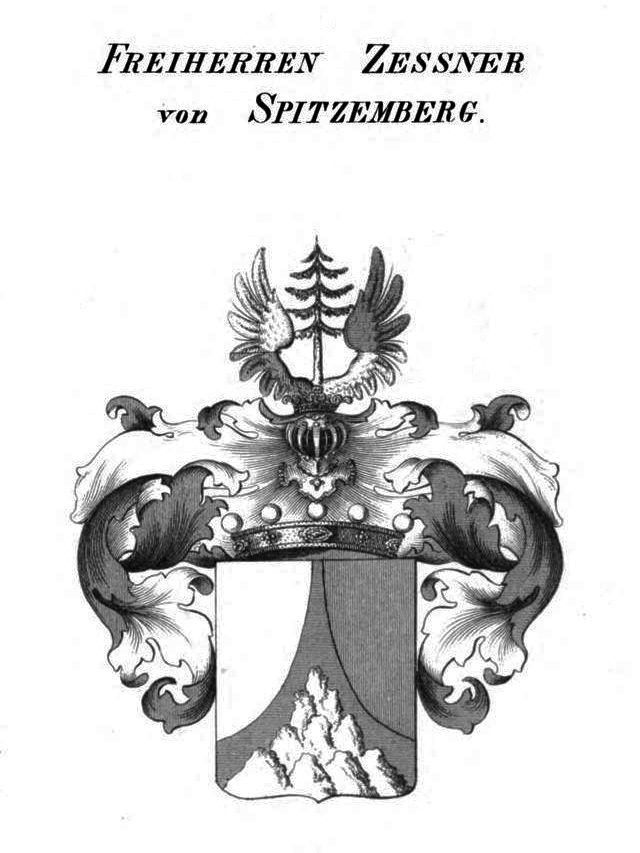
Znak Zessnerů ze Spitzenbergu

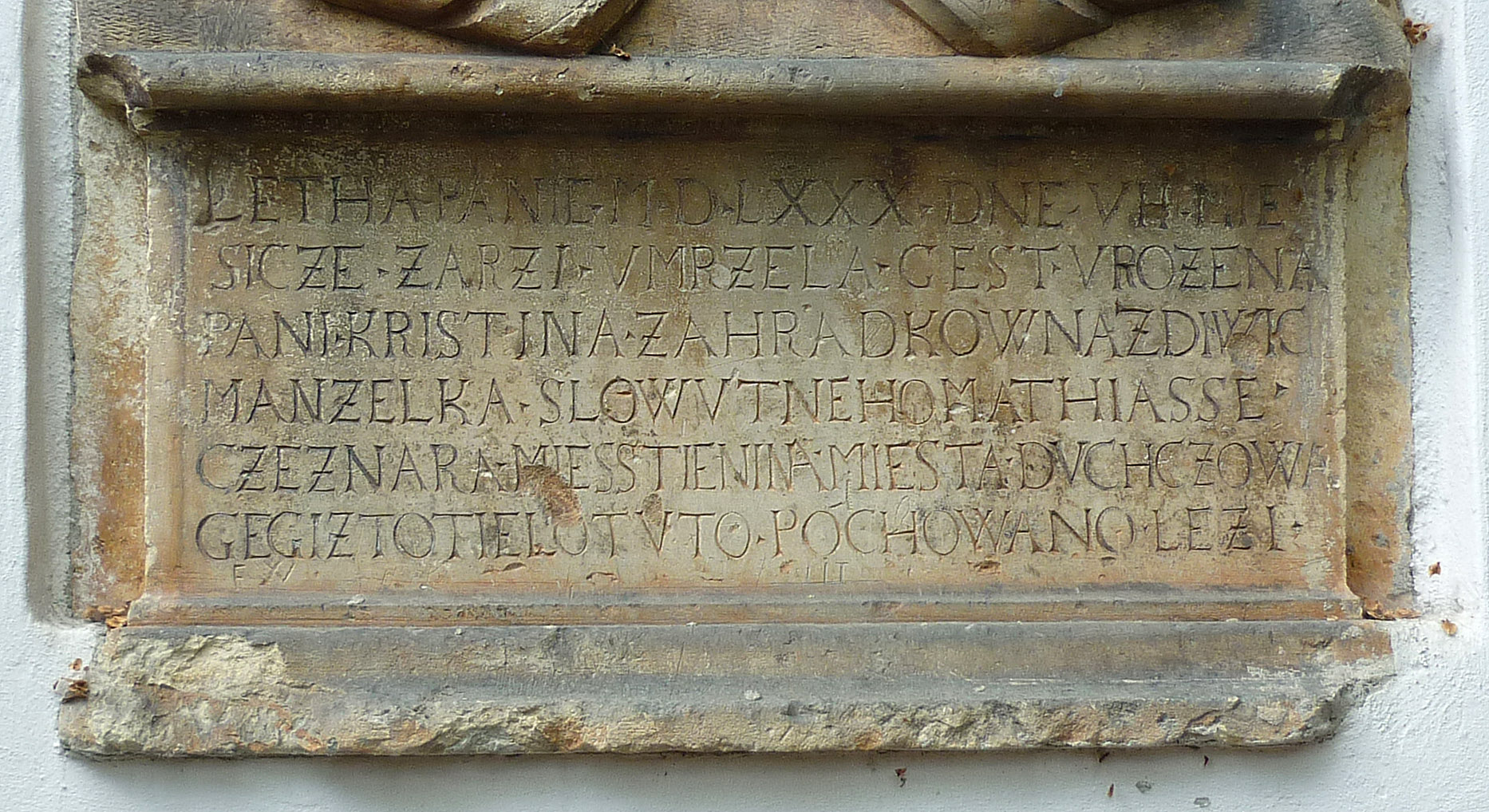
Nejstarší doklad panské rodiny Zessnerů v Bílině

Zessnerové ze Spitzenbergu byli panskou rodinou, jejíž předek Matiáš Ceznár byl obdarován 14. ledna 1593 erbem a přídomkem. 

## Historie
Jeho potomek Jiří Oldřich obdržel majestátem 2. července 1698 rytířský stav Svaté říše římské, což bylo potvrzeno 24. září 1708 pro země české. Jiří měl s manželkou Barborou Majdalénou Haugvicovou z Biskupic syny Jana Oldřicha, Jana Jindřicha a Václava Gottfrieda, z nichž právě Gottfried se oddal vojenství. Jan Jindřich se oddal lesnictví a byl roku 1721 v královských službách v Poděbradech. Jan Oldřich držel statek Hořany, okolo roku 1720 koupil statek Chrámce, zemřel kolem roku 1745. Jediný jeho syn Jan František narozený v roce 1720 učinil roku 1741 slib dědičné poddanosti a po otci si Hořany i Chrámce ponechal a k nim roku 1747 přikoupil Želeč. Ten si podržel až do své smrti, jen Hořany a Chrámce v roce 1767 prodal. Majestátem ze 14. ledna 1768 byl povýšen do panského stavu království českého. Zemřel 10. ledna 1772. 
Zanechal po sobě tři dcery a dva syny. Starší Emanuel Eusebius narozen roku 1751 se oddal vojenství, zemřel v roce 1791. Mladší Vincent Eusebius narozen roku 1759 sloužil v c. k. jízdě a naposled byl podplukovníkem. V roce 1803 koupil Černovice s Markvarcem a Chvalkovem, avšak i ty postoupil roku 1823 knížeti ze Schönburka směnou za Dobříčany a Líčkov. Želeč zděděný po otci prodal roku 1810. Zemřel 2. února 1830. Byl třikrát ženatý. Kromě čtyř dcer měl tři syny, Vincenta, Karla narozeného v roce 1801, který byl c. k. plukovník a který padl roku 1849 v Uhersku. Další syn byl August narozený roku 1803, který byl c. k. rytmistrem a který zemřel roku 1887 v Kluži. Posledním synem byl Edvard, který zemřel roku 1847. Měl ještě syna Ferdinanda, ale ten zemřel roku 1826 dříve než on. Vincent narozený roku 1799 se ujal po otci Dobříčan a připojených statků. Byl ženatý od roku 1830 s hraběnkou Terezou Buquoyovou, která zemřela roku 1869. On zemřel 19. prosince 1879. Jeho syn Jindřich narozený roku 1839 měl s manželkou Jindřiškou hraběnkou z Nostic další mužské i ženské potomky.